# Caius Mucius Scævola
Pour les articles homonymes, voir Mucius Scævola.

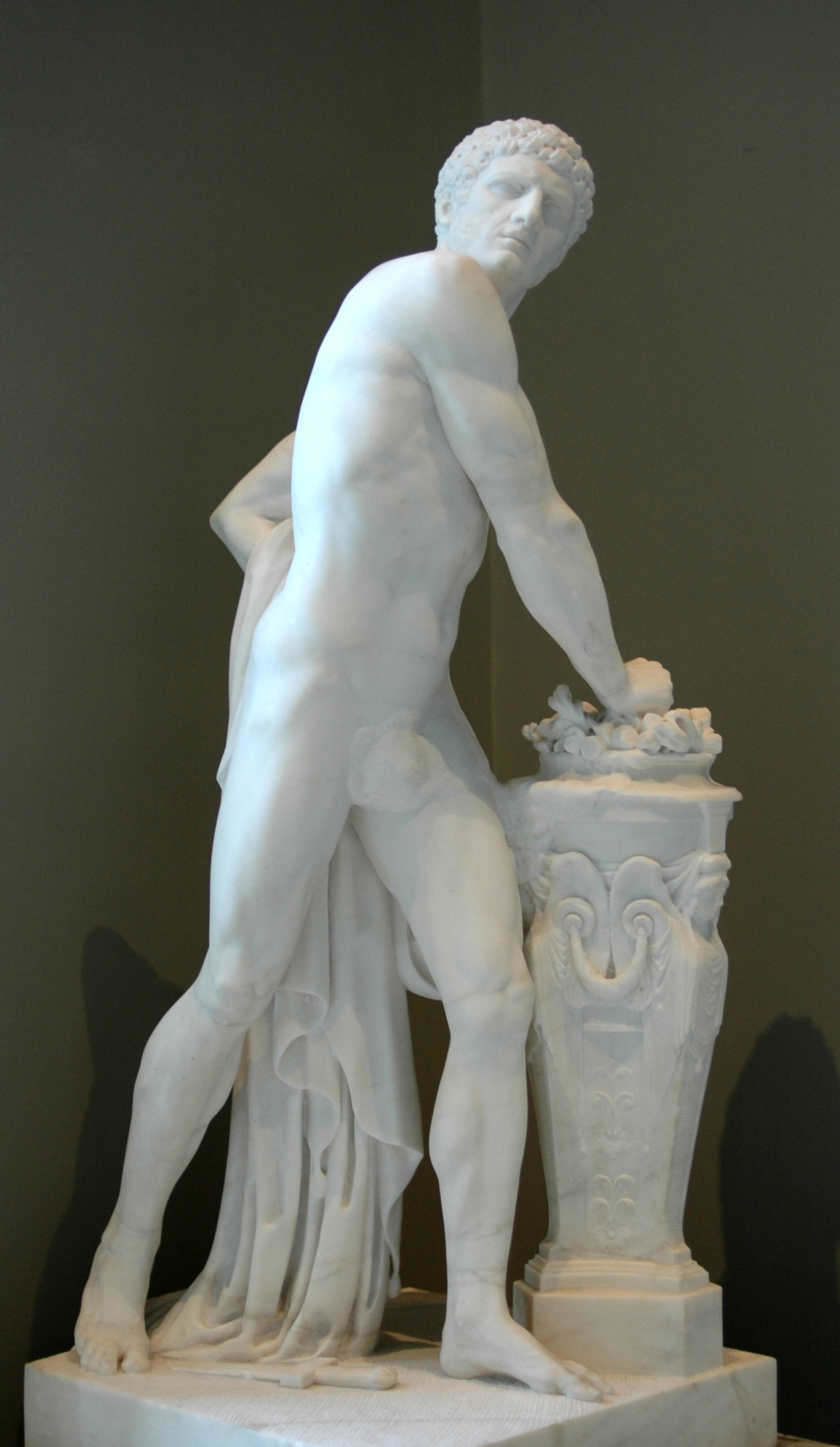
Mucius Scævola par Louis Pierre Deseine, 1791, musée du Louvre

Caius Mucius Scævola est un jeune héros du début de la République romaine, qui se signala par un exploit, au cours duquel il sacrifia sa main, lors de la guerre contre Porsenna en 507 av. J.-C., exploit raconté par les historiens romains. On ne sait rien sur lui en dehors  de cet épisode.
Le comparatiste Georges Dumézil a émis l'hypothèse que cet épisode de l'histoire romaine serait une recomposition d'un mythe indo-européen.

## Le récit traditionnel
L'histoire de Caius Mucius Scævola est racontée par de nombreux auteurs antiques, principalement par Tite-Live, Plutarque, Denys d'Halicarnasse, Florus et Aurelius Victor.
À peine la République instaurée, Rome se trouve de nouveau sous la menace. En -507, les Étrusques, sous la conduite de Porsenna, roi de Clusium, marchent contre Rome pour rétablir sur le trône les Tarquins récemment expulsés. Après avoir repoussé la première attaque, les Romains se réfugient à l'intérieur de l'enceinte de Rome. Porsenna commence le siège de la ville et installe son majestueux campement dans la plaine au bord du Tibre. Alors que le siège commence à durer et la faim à tourmenter la population romaine, Caius Mucius Scævola, jeune patricien, décide de s'introduire dans le camp ennemi et d'assassiner son roi. Pour éviter d'être pris pour un déserteur, il présente au Sénat sa décision et son discours et en obtient le consentement.

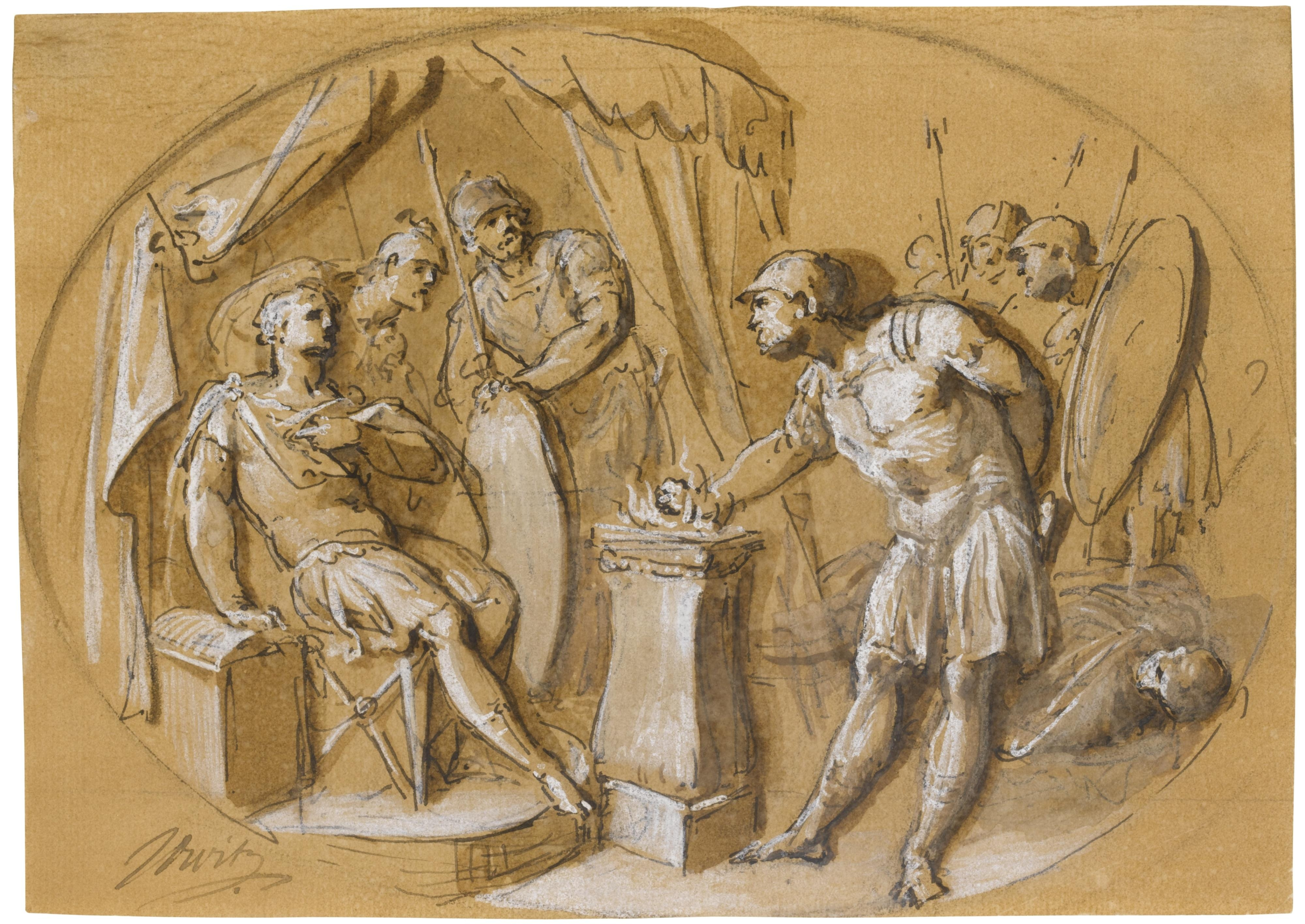
Jacob de Wit, La Bravoure de Mucius Scævola, vers 1754

Sous un déguisement, il pénètre dans le camp ennemi et s'approche parmi la foule qui se tenait près du tribunal de Porsenna, mais, ne l'ayant jamais vu, et craignant que son ignorance ne le fasse découvrir en demandant où était le roi, il se trompe et tue le secrétaire de Porsenna richement habillé.
Aussitôt, il est arrêté et conduit devant le roi qui l'interroge. Loin d’être intimidé, Mucius répond, se présente comme citoyen romain et lui dit être là pour le tuer. Pour appuyer ses propos et punir par cette action son erreur dans le choix de la victime, il met sa main droite dans le feu d'un brasier allumé pour un sacrifice, et regardant Porsenna d’un visage ferme et d’un œil menaçant, il cherche à l’effrayer en disant « Vois, vois combien le corps est peu de chose pour ceux qui n’ont en vue que la gloire ». Surpris et touché par cette scène, le roi ordonne qu’on éloigne Mucius du feu et lui rende sa liberté. Alors comme par reconnaissance, Mucius lui déclare que trois cents jeunes Romains ont juré comme lui être prêts à se sacrifier pour tuer Porsenna. Effrayé par cette révélation, Porsenna dépose les armes et envoie des ambassadeurs à Rome.
Après cet exploit, et comme sa main droite était définitivement invalide, Caius Mucius reçut le surnom de Scævola, qui en latin signifie « gaucher ». Ce surnom sera par la suite conservé par ses descendants. On donna pour récompense à Mucius des prés situés au-delà du Tibre, et qui furent appelés de son nom : prés Mutiens. Il obtint aussi l'honneur d'une statue consacrée à sa mémoire et fut plus tard divinisé comme un des Di indigetes, dieux d'origine de la religion et de la mythologie romaines primitives, sous le nom de Mucius, divinité qui symbolisait le courage.

## Mythologie comparée
Les recherches en mythologie comparée de Georges Dumézil établissent un parallèle entre :
- les personnages de Mucius Scævola et Horatius Coclès dans leur lutte contre Porsenna,
- les dieux Odin et Týr dans la mythologie scandinave,
- les grands mythes opposant les Bons aux Mauvais dans le Mahâbhârata indien.

D'après Dumézil, sous l'apparence historique de l'épisode de la guerre contre Porsenna apparaît une recomposition proprement romaine d'un mythe indo-européen, celui du dieu Borgne et du dieu Manchot, que leur infirmité, loin de diminuer, qualifie au contraire pour accomplir leur fonction souveraine dans un domaine particulier. Il rapproche pour cela les légendes d'Horatius Coclès, le Borgne, et de Mucius Scævola, le Gaucher, de la mythologie propre à deux grands dieux scandinaves, Odin, qui, borgne à la suite de la perte de son œil, immobilisait ses ennemis en les regardant, et Týr, manchot à la suite du serment qui permit d'attacher le loup Fenrir.
Ultérieurement Dumézil élargit son analyse en ajoutant principalement l’épisode de Clélie, ainsi que d'autres comparaisons mineures. Ces diverses comparaisons lui ont permis de penser que la première guerre de la République, celle de Porsenna, prolongerait, en forme héroïque, un morceau de mythologie indo-européenne, le même mythe que les Indiens avaient transformé en épopée, dans leur Mahâbhârata.

## Évocations artistiques

### Littérature
- Jean-Jacques Rousseau, dans le premier livre de ses Confessions, raconte qu'un jour qu'il racontait à table l’aventure de Scævola, on fut effrayé de le voir avancer et tenir la main sur un réchaud pour représenter son action[20].
- On raconte aussi que dans sa jeunesse Nietzsche disposa un bûcher avec des livres et des cahiers, aidé de certains de ses compagnons, et exposa sa main au feu pendant plusieurs secondes, recevant des blessures qui durèrent plusieurs mois, seulement pour démontrer que l'épisode de Scævola avait vraiment pu avoir lieu[21].

### Beaux-arts
L'histoire entourant le personnage a été illustrée en peinture notamment au XVIIe et au XVIIIe siècle :
- Pierre-Paul Rubens[22](1628)
- Charles Le Brun[23] (1643-1645)
- Matthias Stom[24] (1640-1645)
- Dirck Van Baburen quoique le sujet précis du tableau de ce dernier, dit Mucius Scevola devant Porsenna, fasse encore débat.
- Giovanni Antonio Pellegrini (1706).
- Ghirlandaio (1482), Salle des Lys, Palazzo Vecchio, Florence (fresque), aux côtés de Brutus et Camilius

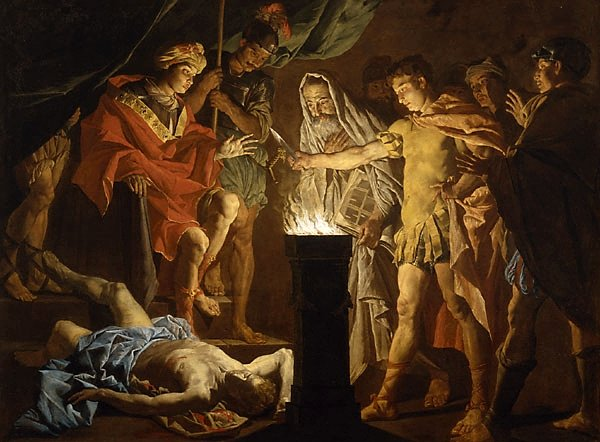
Mucius Scævola devant Porsenna par  Matthias Stom
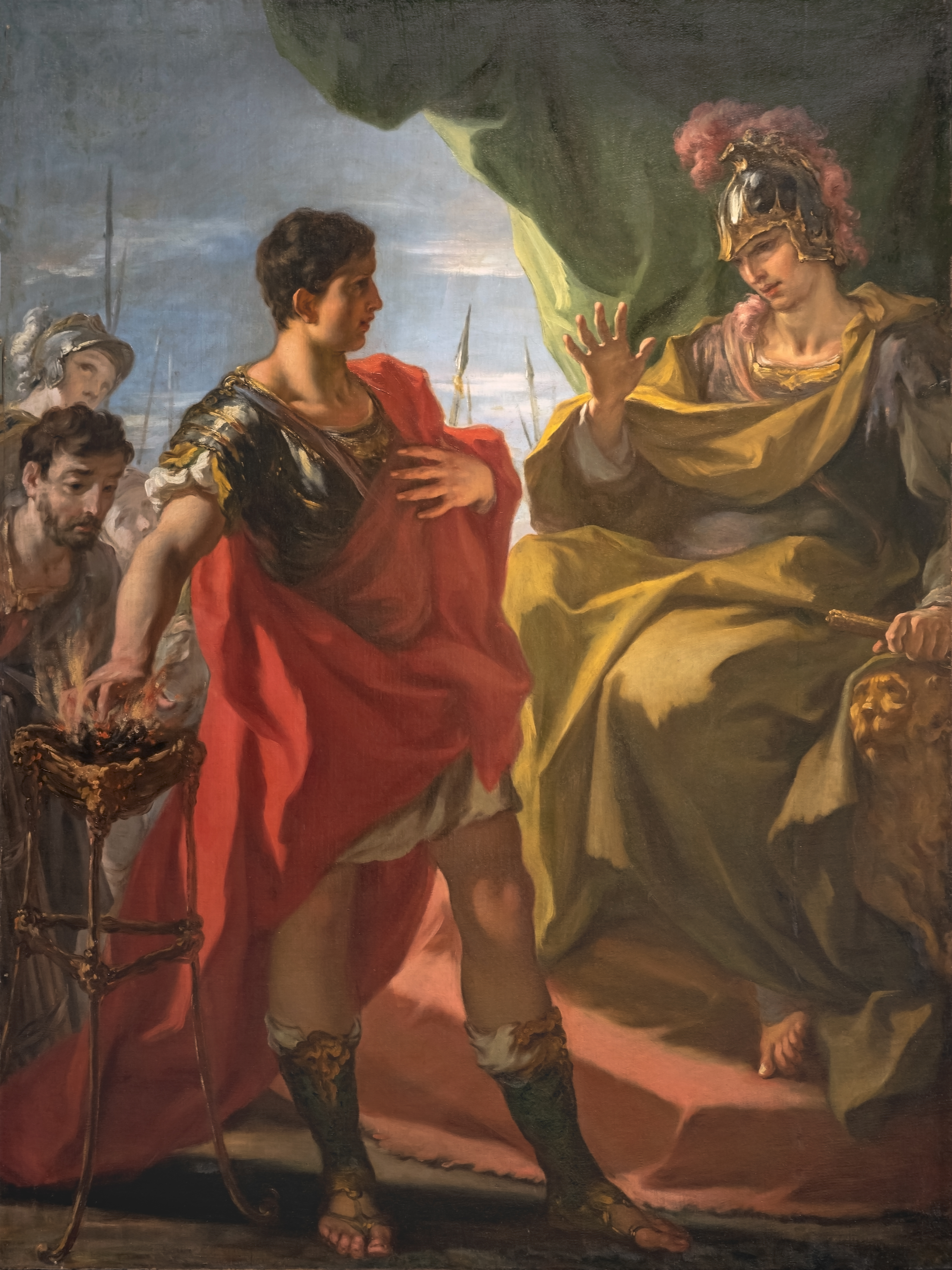
Mucius Scævola devant Porsenna par Giovanni Antonio Pellegrini
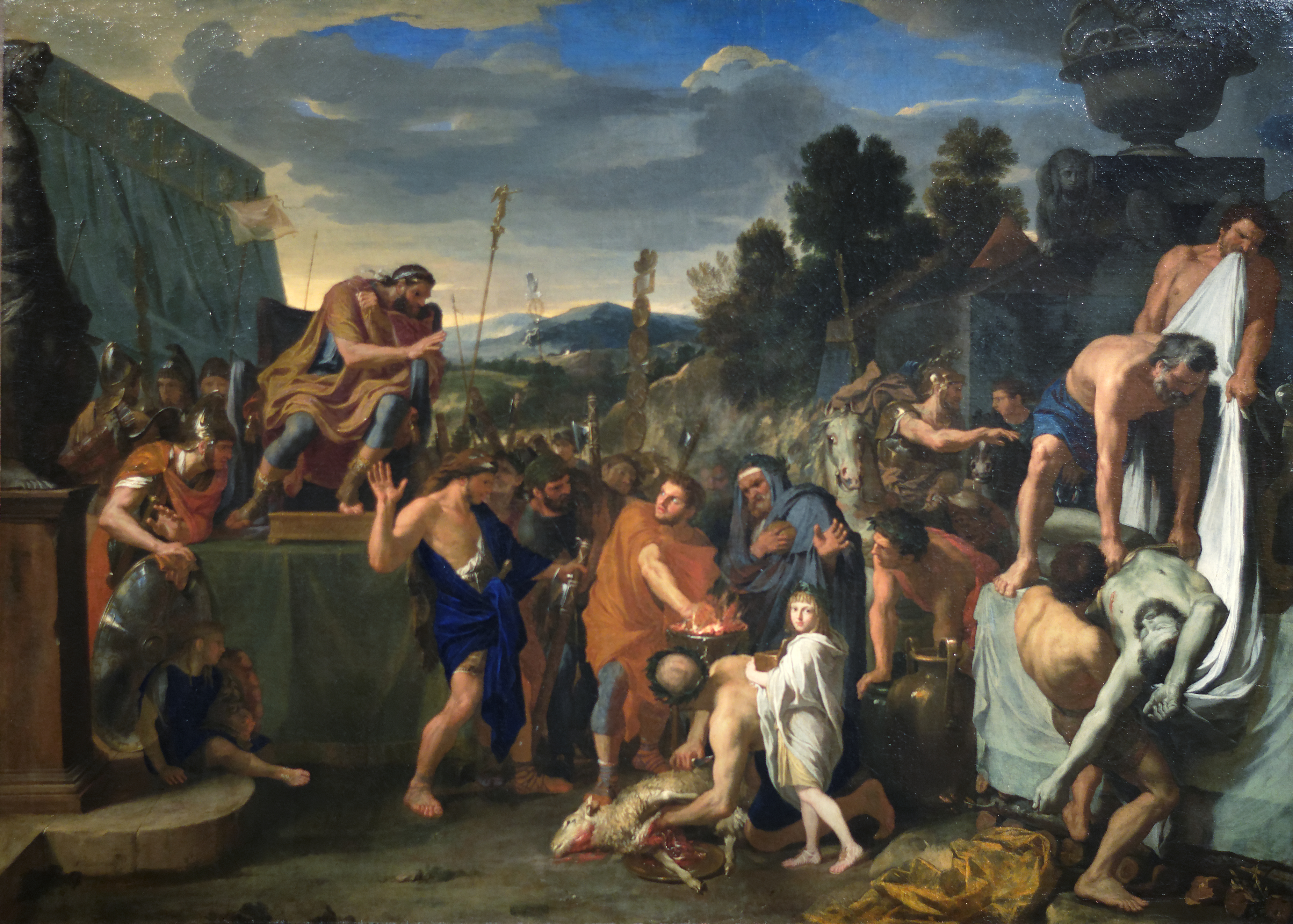
Mucius Scævola devant Porsenna Charles Le Brun

### Musique
Scævola a inspiré l'opéra en trois actes (sous la forme d'un « pasticcio ») Muzio Scevola, créé à Londres en 1721, qui a la particularité d'avoir été mis en musique par trois compositeurs  différents, chacun étant chargé d'un acte : Filippo Amadei, Giovanni Bononcini et Georg Friedrich Haendel.

### Cinéma
- Le personnage de Mucius Scævola est joué par Gordon Scott dans le film Le Colosse de Rome  (1964) de Giorgio Ferroni, film  basé sur l'expulsion des Tarquin de Rome en 509 av. J.-C.[25]

#### Sources antiques
- Tite-Live, Histoire romaine [détail des éditions] [lire en ligne], II, 12
- Denys d'Halicarnasse, Antiquités romaines [détail des éditions] [lire en ligne], V, 4
- Plutarque, Vies parallèles [détail des éditions] [lire en ligne], « Vie de Publicola »
- Aurelius Victor, Hommes illustres de la ville de Rome [détail des éditions] [lire en ligne], 12 — « C. Mutius Scévola »
- Florus, Abrégé de l'Histoire Romaine [détail des éditions] [lire en ligne], I, 10